# 独行大镖客
《独行大镖客》（英語：The Desperate Chase）是1971年上映的一部电影，由李溯执导、陈小玲编剧，王羽等人出演。该电影主要讲述一个人调查镖银被劫案件的时候意外的遇到了自己兄弟的故事。

## 劇情簡介
明朝后期，有一个人接受了上边的指令，去调查镖银被夺事件。
虽说在途中他帮助了一个人救她的妹妹。但是他通过调查，他却意外的发现夺取镖银的人们中的首领却是自己的义兄，虽说他对此很矛盾，但是在其嫂子、养母等人去世后，看到义兄依旧不知悔改，最后他还是杀死了自己的义兄……

## 演员
- 王羽
- 龙飞
- 苗天
- 王莱
- 陈慧楼
- 山茅
- 田野
- 陈佩玲
- 薛汉

## 備註
1. ↑  胡平生. . 2020年.
2. ↑  张骏祥, 程季华. . 1995年.
3. ↑  马奕. . 1993年.
4. ↑  . 2007年.

## 相關連結
- 互联网电影数据库（IMDb）上《独行大镖客》的资料（英文）
- 豆瓣电影上《独行大镖客》的資料 （简体中文）
- 香港影庫上《独行大镖客》的資料（繁體中文）
- 爛番茄上《独行大镖客》的資料（英文）